# Моин-уль-Мульк
Миан-Моин-уль-Мульк, также известный под своим титулом Мир Манну (умер в ноябре 1753 года) — субадар (губернатор) Лахора Империи Великих Моголов, а затем Дурранийской империи в период с 1748 по 1753 год.

## Ранняя жизнь
Мойн-уль-Мульк родился в семье араинов. Сын Камар-ад-Дин Хана (+ 1748), великого визиря империи Великих Моголов (1724—1748), и младшим братом Интизам-уд-Даулы.

## Субедар Лахора
В марте 1748 года Моин-уль-Мульк успешно командовал войсками при разгроме Ахмад-шаха Дуррани в битве при Манупуре During the campaign, his father was struck and killed by a cannonball whilst encamped and praying.. Во время кампании его отец был ранен и убит пушечным ядром, когда стоял лагерем и молился. В битве он сдерживал авангард моголов, пока не прибыло подкрепление из Сафдара Джанга, после чего совершил смелый кавалерийский бросок, который привел к разгрому сил Дуррани.
После отступления Ахмад-шаха Дуррани в Афганистан Мойн-уль-Мульк был назначен губернатором Лахорской субы 11 апреля 1748 года могольским императором Мухаммад-шахом. Назначению Моин-уль-Мулька воспротивился новый везирь Сафдар Джанг.
Вскоре после правления Моин-уль-Мулька в Пенджабе Ахмад-шах Дуррани предпринял второе вторжение в декабре 1749 года. Несмотря на просьбы Дели, правительство Великих Моголов во главе с Сафдаром Джангом отказалось послать ему подкрепление на помощь. Понимая, что он не может победить афганцев, он начал переговоры. Условия договора обещали афганцам доходы от региона Чахар-Махал, а именно Сиалкота, Гуджрата, Пасрура и Аурангабада.
В 1751-1752 годах Ахмад-шах Дуррани предпринял свое третье вторжение под предлогом невыплаты доходов от региона Чахар-Махал. Моин-уль-Мульк сосредоточил свои силы, запросив войска у Каура Мала в Мултане и Адина Бега в Джаландхаре. Его армия дополнительно состояла из 20 000 сикхов. Моин-уль-Мульк знал, что ему понадобится помощь сикхов, чтобы победить афганцев. Поэтому он начал давать им землю и перестал убивать их и охотиться на них. Но как только война закончилась, он вернулся к охоте на сикхов и их семьи. Привозят закованных в цепи женщин и детей для пыток и казни. Моин-уль-Мульк повел свои войска через Рави, чтобы противостоять афганским войскам под командованием Джахан-хана и Дуррани. Однако вместо того, чтобы присоединиться к Джахан-хану, Дуррани направился к Лахору с северо-востока. Моин-уль-Мульк отступил в Лахор, где укрепил свои силы за городскими стенами . Ахмад-шах Дуррани осаждал Лахор в течение четырех месяцев, вызвав широкомасштабные разрушения в прилегающих районах. И снова из Дели не было послано подкрепления, и никто из знати Великих Моголов не пришел на помощь Моин-уль-Мульку, что привело к его поражению 6 марта 1752 года. В результате мирного соглашения, ратифицированного императором Великих Моголов 13 апреля, субы Лахора и Мултана были переданы Дурранийской империи. Впечатленный храбростью Моин-уль-Мулька во время осады, Ахмад-шах Дуррани присвоил ему титул Фарзанд хан Бахадур Рустам-и-Хинд и восстановил его в должности губернатора Лахора, хотя теперь от его имени.

## Смерть
Моин-уль-Мульк умер в ноябре 1753 года, упав с лошади. Трехлетний сын Дуррани, Махмуд-хан, стал афганским губернатором Лахора и Мултана, а двухлетний сын Моин-уль-Мулька, Мухаммад Амин-хан, стал его заместителем, но на самом деле власть осуществлялась через вдову Моин-уль-Мулька Муглани Бегум. После его смерти в Пенджабе начались беспорядки, поскольку конкурирующие группы соперничали за политическое превосходство в Лахоре, Мултане и Дели.

## В популярной культуре
- Индийский режиссер Сурджит Сингх Сети снял в 1979 году фильм «Муглани Бегум» на языке панджаби о бегум и Мире Манну[8].